# مک‌کینلی در خانه واقع در کانتون، اوهایو
«مک‌کینلی در خانه واقع در کانتون، اوهایو» (انگلیسی: McKinley at Home, Canton, Ohio) یک فیلم صامت کوتاه آمریکایی است که در سال ۱۸۹۶ منتشر شد. این فیلم در خصوص نامزدی ریاست جمهوری ویلیام مک‌کینلی بیست و پنجمین رئیس‌جمهور آمریکا می‌باشد.